# Tierbuny
Tierbuny (ros. Тербуны) – wieś (sieło) w Rosji, w obwodzie lipieckim, ośrodek administracyjny rejonu tierbuńskiego. W 2010 liczyła 7312 mieszkańców.